# Lutheran Church – Missouri Synod
Die Lutheran Church – Missouri Synod (deutsch Lutherische Kirche – Missouri-Synode, LC-MS) ist die zweitgrößte lutherische Kirche in den USA.
Ihre Ursprünge liegen in der Einwanderung von insgesamt 665 sächsischen Lutheranern im Januar 1839 unter Führung von Martin Stephan. Stephan hatte bis zum November 1838 deren Auswanderung mit fünf Schiffen von Bremen nach New Orleans und weiter nach Perry County organisiert.
Die Lutheran Church – Missouri Synod hat ihre Kirchenleitung in St. Louis, Missouri. Zu ihr gehören etwa 1,8 Millionen getaufte Glieder. Die LC-MS ist in 35 Bezirke aufgeteilt.

## Geschichte
Die Missouri-Synode entstand durch den Zusammenschluss verschiedener Kirchen deutscher Lutheraner, die zwischen 1830 und 1840 auswanderten. In Indiana, Ohio und Michigan wurden isoliert lebende deutsche Lutheraner durch den Missionar Friedrich Conrad Dietrich Wyneken zusammengeführt. Die sächsische Auswandererbewegung konservativer Lutheraner unter Führung von Martin Stephan gründete in Perry County (Missouri) und St. Louis eine orthodox-lutherisch geprägte Kirche. Wilhelm Löhe entsandte nach Michigan und Ohio Missionare, um die zersplitterten lutherischen Gemeinden zusammenzuführen. Diese fanden in Frankenmuth eine von lutherischen Franken gegründete Gemeinde unter ihrem Pfarrer Friedrich August Crämer.

### Die sächsischen Auswanderer
Da die sächsische Lutherische Landeskirche des 19. Jahrhunderts durch den theologischen Rationalismus geprägt war, verließ die 665 Personen umfassende Exulanten-Gruppe unter Führung des Dresdner Pfarrers Martin Stephan im November 1838 Deutschland. Sie suchten, ihren Glauben ohne Repressalien leben zu können.
Im Januar 1839 landeten vier der fünf Auswandererschiffe in New Orleans (das Schiff „Amalia“ war verschollen), und die meisten der Auswanderer siedelten sich in Perry County und später in bzw. um St. Louis an. Martin Stephan hatte sich während der Überfahrt zum Bischof der Apostolisch-lutherischen Episkopalkirche zu Stephansburg ausrufen lassen. Aufgrund des Vorwurfs der finanziellen Untreue und des sexuellen Missbrauchs wurde er aus der Kirche ausgeschlossen. Ferdinand Walther übernahm die Führung der Emigrantengemeinde.

### Organisation der Missouri-Synode
Am 26. April 1847 versammelten sich in Chicago zwölf Pfarrer, die 15 deutsche lutherische Gemeinschaften repräsentierten, und gründeten eine Kirche, die den Namen „Deutsche Evangelisch-Lutherische Synode von Missouri, Ohio und andern Staaten“ trug. Wilhelm Walther wurde ihr erster Präses. Unter seiner Führung entwickelte sich die Synode in eine konservativ geprägte konfessionell-lutherische Richtung, die die Einflüsse des Rationalismus und jede Form des Synkretismus ablehnte. Er hatte auch Anteil an der Gründung der Evangelisch-Lutherischen Freikirche (ELFK) in Deutschland im Jahre 1876, die ebenso in eine konfessionell-lutherische Richtung strebte wie die Missouri-Synode.
Unter dem zweiten Präses der LC-MS, Friedrich Conrad Dietrich Wyneken, lag das Hauptaugenmerk der Arbeit auf der Integration deutscher Einwanderer, beispielsweise indem ihnen Ansiedlungsmöglichkeiten in der Nähe anderer Deutscher verschafft wurden, durch Bau von Kirchen und kirchlichen Schulen, Ausbildung von Pfarrern und Lehrern. 1897 hatten die Gemeinden der Synode bereits 685.000 Mitglieder.

### Amerikanisierung
Mit dem Eintritt der USA in den Ersten Weltkrieg und aufgrund der damit zusammenhängenden antideutschen Stimmung entfernte die Missouri-Synode die Bezeichnung „deutsch“ aus ihrem Namen. 1947 änderte sie die Bezeichnung von „Evangelisch-Lutherische Synode von Missouri, Ohio und anderen Staaten“ in „Lutherische Kirche der Missouri-Synode“.

### Interne Auseinandersetzungen – Der Walk-out
Bis zum Ende der 1960er Jahre gab es in der Lutherischen Kirche – Missouri Synode zwei theologische Richtungen, die nebeneinander existierten. Die konservativere war mit dem Theologischen Concordia-Seminar (Concordia Theological Seminary) in Springfield (heute Fort Wayne) verbunden. Die andere Richtung wurde am Concordia-Seminar St. Louis (Concordia Seminary St. Louis) gelehrt und war eher liberal und hegelianisch eingestellt.
1969 wurde der Präsident des Theologischen Concordia-Seminars Jacob Aall Otteson Preuss, ein konservativer Theologe, zum Präses der Missouri-Synode gewählt. Zwei Monate zuvor war mit John Tietjen ein liberaler Theologe Präsident des Concordia-Seminars St. Louis geworden. Preuss strengte Untersuchungen über die Lehre verschiedener Professoren am Concordia-Seminar St. Louis an, denen insbesondere die Verwendung der historisch-kritischen Methode der Bibelauslegung vorgeworfen wurde. Durch die Verwendung der historisch-kritischen Denkweise werde der Bekenntnisstand der Missouri-Synode verlassen und die Gültigkeit der Heiligen Schrift und der Bekenntnisschriften der Lutherischen Kirche in Frage gestellt. Obwohl das Aufsichtsgremium feststellte, dass alle Fakultätsmitglieder treu zu Schrift und Bekenntnis standen, verabschiedete die Synode der Missouri-Synode 1973 eine Resolution, worin der Fakultät vorgeworfen wurde, das Grundprinzip des sola scriptura zu missachten. Ein neues Aufsichtsgremium wurde gewählt, das Tietjen seines Amtes enthob.
Trotz mehrerer Vermittlungsversuche wurde die Suspendierung aufrechterhalten. 45 der 50 Fakultätsmitglieder und ein Großteil der Studenten legten daraufhin für eine Woche den Lehrbetrieb nieder, um die Gemeinden der Missouri-Synode über ihre Positionen zu informieren. Nachdem die Professoren ultimativ aufgefordert worden waren, den Lehrbetrieb wieder aufzunehmen, spalteten sich am 19. Februar 1974 die Mehrzahl der Studenten und die 45 Professoren ab und gründeten ein neues Seminar, das Concordia-Seminar im Exil (Concordia Seminary in exile), später umbenannt in „Christ Seminary“. Die verbliebenen Studenten und restlichen fünf Professoren setzten den Lehrbetrieb am Concordia-Seminar St. Louis mit Unterstützung durch das Theologische Concordia-Seminar (Concordia Theological Seminary) fort.
1975 ermächtigte die Synode den Präses, Maßnahmen gegen solche Bezirkspräsides zu ergreifen, die in ihren Bezirken die Erlaubnis erteilt hatten, Absolventen des „Concordia-Seminars im Exil“ (Christ Seminary) in Gemeinden der Missouri-Synode zu ordinieren. 1976 wurden vier Bezirkspräsides ihres Amtes enthoben. Daraufhin spalteten sich etwa 250 Gemeinden mit 100.000 Gliedern von der Missouri-Synode ab und bildeten 1977 die Vereinigung Evangelisch-Lutherischer Kirchen im Amerika (AELC). Kurze Zeit später führte die AELC die Frauenordination ein, die von der Missouri-Synode kategorisch abgelehnt wird.
Im Jahr 1988 fusionierte die AELC mit der Amerikanisch-Lutherischen Kirche (ALC) und der Lutherischen Kirche in Amerika (LCA) zur Evangelisch-Lutherischen Kirche in Amerika (ELCA).
Bereits im Vorfeld und erst recht nach Vollzug dieses Zusammenschlusses zog sich die Missouri-Synode aus der in den 1960er Jahren begonnenen Zusammenarbeit mit der ALC zurück.
Die theologischen Differenzen, die zur Abspaltung dieser Gruppe führten, lassen sich mit zwei Fragen konkretisieren:
- Ist die historisch-kritische Methode ein Schlüssel zum richtigen Verständnis der Heiligen Schrift? Beinhaltet die Bibel also Aussagen, die als zeit- und ortsgebunden zu verstehen sind?
- Ist die Unterscheidung von Gesetz und Evangelium ein dogmatischer Glaubenssatz oder ein hermeneutisches Prinzip, das sich immer wieder an der Heiligen Schrift erweisen muss?

Hinzu kommen die unterschiedlichen Auffassungen zur Frauenordination.

## Lutherische Theologie

### Grundsätze
Zu den Hauptmerkmalen der Reformation im 16. Jahrhundert gehörte die Betonung des Schriftprinzips Sola scriptura – „Allein die Schrift“. Die Missouri-Synode bekennt die Bibel als einzige Norm (norma normans) für Lehre und Dogmen. Die Auslegung der Heiligen Schrift kann nur auf der Grundlage der lutherischen Bekenntnisschriften, wie sie in dem Konkordienbuch niedergelegt sind, erfolgen (norma normata).

### Erlösung
Ein weiteres Merkmal der Reformation waren die Aussagen sola gratia – „Allein aus Gnade“ und sola fide – „Allein durch Glaube“ und solus Christus – „Allein Christus“.
Die Missouri-Synode bekennt sich uneingeschränkt zu diesen reformatorischen Aussagen. Jede Form der Werkgerechtigkeit, wie man sie in der römisch-katholischen Kirche zu sehen meint, wie auch jede Fremdreligion werden darum kategorisch als nicht zur Erlösung führend abgelehnt.
Die Missouri-Synode bekennt sich zu Jesus Christus als dem Mittelpunkt der gesamten Heiligen Schrift und dem Glauben an ihn als den Gekreuzigten und Auferstandenen als einzigem Weg zur Erlösung.

### Sakramentsverständnis
Die Missouri-Synode lehrt, dass Wort Gottes – sowohl in der Heiligen Schrift als auch in Form der schriftgemäßen Predigt – und die Sakramente Zeichen göttlicher Gnade sind, welche die Gläubigen als Geschenk des Heiligen Geistes empfangen. Dadurch entsteht Glauben, Sündenvergebung aufgrund des Todes Christi, Rettung und ewiges Leben.
Die Sakramente gelten als Handlungen, die im Wirken Jesu begründet sind und durch die Verbindung von Gottes Wort mit irdischen Elementen entstehen. Als Sakramente werden gewöhnlich die Taufe und das Abendmahl verstanden.
Die Taufe wird als Kindertaufe praktiziert. Eine Taufe von Jugendlichen oder Erwachsenen erfolgt ausschließlich beim Eintritt Ungetaufter in die Kirche. Eine Wiedertaufe oder ein Taufaufschub werden als Irrlehre abgelehnt.
Die Kommunion erfolgt mit Brot und Wein. Die Verwendung von Traubensaft wird als unbiblische Irrlehre verworfen.

#### Realpräsenz
Entsprechend der lutherischen Abendmahlslehre bekennt die Missouri-Synode die wirkliche Gegenwart von Christi Leib und Blut „in, mit und unter“ Brot und Wein. Somit ist das Abendmahl nicht nur ein symbolisches Geschehen, sondern realer Empfang Christi.
Trotz Ähnlichkeiten zur römisch-katholischen Transsubstantiationslehre wird diese als Irrlehre von der Missouri-Synode abgelehnt. Entsprechend wirkt auch in der Taufe Gott selbst an dem Täufling.

### Eschatologie
Bezüglich der Eschatologie verwirft die Missouri-Synode die Lehre eines irdischen 1000-jährigen Reiches. Sie lehrt die leibliche Wiederkunft Christi zum Jüngsten Gericht. Die Allversöhnungslehre wird abgelehnt.

### Gesetz und Evangelium
Die „Lutheran Church – Missouri Synod“ unterscheidet deutlich zwischen dem Gesetz Gottes und dem Evangelium Gottes. Als Gesetz werden unabhängig von ihrer Stellung innerhalb der Bücher der Bibel alle Aussagen verstanden, die Befehle und Anweisungen Gottes sind. Allerdings ist es dem Menschen nicht möglich, das Gesetz Gottes zu erfüllen, so dass er unter dem Zorn, Gericht und der Verdammnis Gottes lebt. Das Evangelium dagegen zeigt die bedingungslose Zuwendung Gottes zum Sünder und verheißt diesem die Erlösung ohne des Gesetzes Werke. Während also das Gesetz den Menschen verdammt, ist das Evangelium Verheißung Gottes. Sowohl das Gesetz als auch das Evangelium sind Gaben Gottes; beide sind notwendig: das Gesetz um dem Menschen seine sündhafte Natur zu zeigen und ihn zum Evangelium zu führen, durch das er Vergebung der Sünde aufgrund des Sterbens und Auferstehens Jesu Christi erfährt und empfängt.
Nach der Lehre der Lutheran Church – Missouri Synod enthält sowohl das Alte als auch das Neue Testament beide wesentlichen Elemente, Gesetz und Evangelium. Aus diesem Grund bleibt das Alte Testament unverzichtbarer Bestandteil der Bibel.

## Gottesdienst
Aufgrund der Ausrichtung von Martin Stephan und C.F.W. Walther ist die Missouri-Synode auch in der Gottesdienstpraxis hochkirchlich geprägt, unterscheidet sich in der hochkirchlichen Gottesdienstgestaltung aber weniger von den übrigen Lutheranern in den USA als von der Praxis in Deutschland mit Ausnahme der Selbständigen Evangelisch-Lutherischen Kirche, mit der die Missouri-Synode volle Kirchen- und Abendmahlsgemeinschaft unterhält. Am Abendmahl dürfen nur die eigenen Kirchglieder und Mitglieder einer mit der Missouri-Synode in Kirchen- und Abendmahlsgemeinschaft verbundenen Kirche teilnehmen. Grundlage der Gottesdienstgestaltung ist die Deutsche Messe Martin Luthers. Änderungen an dieser Ordnung wurden bisher kaum durchgeführt. Einige Gemeinden in der Lutheran Church – Missouri Synod verwenden in ihren Gottesdiensten neben der Orgel, anderen klassischen Instrumenten bzw. klassischer Musik und Chorälen auch moderne Instrumente wie Klaviere, Gitarren und modernes christliches Liedgut im Gottesdienst. Gerade die Gemeinden mit wachsenden Mitgliederzahlen bieten mittlerweile neben den traditionellen Gottesdiensten sogenannte „contemporary worships“ an, in denen modernes christliches Liedgut dominiert.
Die Missouri-Synode lehnt die Frauenordination als unbiblisch ab. Abgesehen von dieser klaren Richtlinie wird innerhalb der Kirche über die Rolle der Frau debattiert. So erhielten die Frauen im Jahr 1969 das Stimmrecht auf Synoden der Lutheran Church – Missouri Synod. 2004 beschloss die Synode mit knapper Mehrheit, dass Frauen Dienste als Presbyterinnen, Lektorinnen oder Kirchnerinnen übernehmen dürfen.

## Struktur
Die Synodalstruktur ist kongregationalistisch mit einem Präses an der Spitze.

### Präsides
- 1847–1850 Carl Ferdinand Wilhelm Walther
- 1850–1864 Friedrich Conrad Dietrich Wyneken
- 1864–1878 Carl Ferdinand Wilhelm Walther
- 1878–1899 Heinrich Christian Schwan
- 1899–1911 Franz August Otto Pieper
- 1911–1935 Friedrich Pfotenhauer
- 1935–1962 John William Behnken
- 1962–1969 Oliver Raymond Harms
- 1969–1981 Jacob Aall Otteson Preus
- 1981–1992 Ralph Arthur Bohlmann
- 1992–2001 Alvin L. Barry
- 2001–2001 Robert T. Kuhn
- 2001–2010 Gerald B. Kieschnick
- 2010–heute Matthew C. Harrison

### 35 Diözesen
- Atlantic – umfasst den östlichen Teil des Staates New York, New York City, Long Island, das Hudson Valley, und den Capital District
- Kalifornien/Nevada/Hawaii
- Central (Existiert nicht mehr) – eine der ursprünglichen Diözesen, die jetzt in die Indiana und die Ohio Diözese unterteilt ist
- Central Illinois
- Eastern – eine der vier ursprünglichen Diözesen der Missouri-Synode, die heute nur den Westen des Staates New York und große Teile Pennsylvanias umfasst
- English – Diese Diözese ist nicht geographisch, sondern sprachlich eingeteilt, da die Missouri-Synode früher sowohl rein deutsche als auch rein englischsprachige Gemeinden hatte (früher: Englische Synode). Heute ist in allen Gemeinden Englisch Gottesdienstsprache.
- Florida-Georgia
- Indiana – umfasst den Staat Indiana und einige Landesteile von Kentucky
- Iowa Ost
- Iowa West
- Kansas
- Michigan
- Mitte-Süd – Arkansas, Tennessee und der Süden von Kentucky
- Minnesota Nord
- Minnesota Süd
- Missouri
- Montana
- Nebraska
- New England
- New Jersey
- North Dakota
- North Wisconsin
- Northern Illinois
- Nordwesten – Staaten Washington, Oregon und Idaho
- Ohio – Ohio, West Virginia und Ost-Kentucky
- Oklahoma
- Pazifischer Südwesten – südliches Kalifornien, Arizona und der Süden von Nevada
- Rocky Mountain – Utah, Colorado, New Mexico und El Paso County, Texas
- SELC – nicht geographisch definierte Diözese, die die frühere Slowakische Evangelisch-Lutherische Kirche (Slovak Evangelical Lutheran Church) mit ihren Gemeinden umfasst
- Süd-Dakota
- Süd Wisconsin
- Südosten – umfasst South Carolina, North Carolina, Virginia, Maryland, Washington, D.C., York and Adams Counties in Pennsylvania. Derzeitiger Diözesanpräses ist Jon Diethenthaler.
- Süden – Louisiana, Mississippi, Alabama und Florida Panhandle
- Süd Illinois
- Texas – Der Staat Texas gehört kirchlich zu El Paso County.
- Wyoming

### Einrichtungen der Missouri-Synode
Die Lutheran Church – Missouri Synod unterhält zehn Universitäten innerhalb des Concordia University Systems. Außerdem verantwortet die Missouri-Synode das weltweite Radioprogramm „Die Lutherische Stunde“. Der Synode gehört der Verlag Concordia Publishing House.

## Ökumene
Im Hinblick auf die Ökumene gehört die Lutherische Kirche – Missouri Synode aufgrund ihrer ablehnenden Haltung gegenüber der liberalen Theologie und ihres Verständnisses der Auslegung der Heiligen Schrift Alten und Neuen Testaments und der lutherischen Bekenntnisschriften weder dem Ökumenischen Rat der Kirchen (ÖRK) noch dem Lutherischen Weltbund (LWB) an. Mit dem Internationalen Lutherischen Rat wurde eine gemeinsame Plattform lutherischer Kirchen geschaffen.
Mit annähernd 1,8 Millionen Gliedern ist die Lutherische Kirche – Missouri Synode die zweitgrößte amerikanische Lutherische Kirche nach der Evangelical Lutheran Church in America (ELCA) mit 3,3 Millionen Gliedern (Stand: 2021), gefolgt von der Evangelisch-Lutherischen Wisconsin-Synode mit rund 344.000 Gliedern (Stand: 2021).
Volle Kirchen- und Abendmahlsgemeinschaft pflegt sie nur mit den lutherischen Kirchen, die sich aus ihrer Sicht an Gottes unfehlbares Wort Alten und Neuen Testamentes binden und die lutherischen Bekenntnisschriften als dessen gültige und verbindliche Auslegung betrachten. So besteht volle Kirchen- und Abendmahlsgemeinschaft mit 29 Lutherischen Kirchen weltweit, darunter zum Beispiel mit
- der Selbständigen Evangelisch-Lutherischen Kirche (SELK) in Deutschland
- der Evangelisch-Lutherischen Kirche von England
- der Evangelisch-Lutherischen Kirche von Ingrien in Russland (ELKIR)
- der Lutherischen Kirche Kanada
- der Evangelisch-Lutherischen Kirche Lettlands
- der Evangelisch-Lutherischen Kirche von Brasilien (Igreja Evangélica Luterana do Brasil [IELB])
- verschiedenen afrikanischen und asiatischen lutherischen Kirchen

## Sonstiges
Stephan Cliffgard, ein pensionierter Pastor der LCMS, gehört zu den Angeklagten im 2023 begonnenen Prozess wegen versuchter Wahlbeeinflussung in Georgia zugunsten Donald Trumps.